# Glacera de Fee
La glacera de Fee (en alemany: Feegletscher) és una vasta glacera alpina situada a sobre de Saas-Fee sobre el flanc est del massís dels Mischabels als Alps Penins. Fa aproximadament 5 km de longitud, per a una amplada de 6 km, interrompuda per algunes sortides rocoses. La seva superfície és de 17 km².
La glacera es divideix en Nord-Feegletscher (també anomenada Kleiner Feegletscher) i Süd-Feegletscher (Grosser Feegletscher).

## Morfologia

### Part nord
La seva part nord comença sota del flanc abrupte del massís dels Mischabels, a una altitud de 3.400 a 3.800 m. La seva inclinació arriba en certs llocs a més del 50 %, on la seva superfície és molt clivellada. Continua durant a prop de 2 km en una gola estreta de només 200 a 300 metres d'amplada, i la seva llengua arriba a 1.950 metres. L'any 1954 va quedar soterrada per un lliscament de terreny que la glacera va superar durant el seu increment en el transcurs dels 30 anys següents. Des de 1988, la glacera s'encongeix tanmateix novament, de vegades de manera ràpida.

### Part sud
La seva part sud comença sobre els flancs nord i nord-est respectivament del Allalinhorn (4.027 m) i de l'Alphubel (4.208 m). Es dirigeix cap al nord-est i es divideix en diverses llengües a una altitud de prop de 2.500 metres.

### Estany del Roine
Les seves dues parts irriguen el Feevispa, un torrent que alimenta el Saaser Vispa, abans de desembocar al Roine, passant per la vall del Saas.

## Història
A l'apogeu del Petita Edat de Gel, al segle xix, la glacera arribava de vegades al fons de la vall de Saas, just darrere de Saas-Fee, al lloc anomenat Gletscheralp acordonat pels dues llengües de gel.

## Estació d'esquí d'estiu

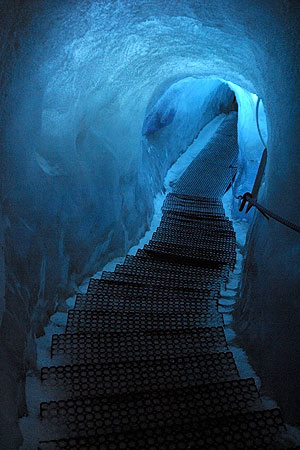
La gruta de gel

Gràcies a la glacera, l'estació de Saas-Fee pot oferir als turistes el segon domini més important d'esquí alpí d'estiu de Suïssa, després de la de Zermatt. Les pistes esquiables són accessibles per dos telefèrics a l'hivern, i per un sol a l'estiu.
El telefèric d'hivern porta a la Längfluh (2.870 m), passant a sobre de Gletscheralp.
L'altre, obert tot l'any, porta al Felskinn (2.989 m) i connecta amb el funicular subterrani Metro Alpí fins a la parada Mittelallalin a una altitud de 3.454 metres. Remuntadors mecànics situatd en el Süd-Feegletscher asseguren el servei fins i tot l'estiu.
La gruta de gel (Eisgrotte), probablement la més espaiosa del món, permet als turistes de familiaritzar-se amb la glacera.